# Данська операція
Німецьке вторгнення в Данію (дан. Invasionen af Danmark i 1940) або Данська операція/Окупація Данії (нім. Die Besetzung von Dänemark) — вторгнення військ вермахту на територію нейтральної Данії в ході проведення у квітні 1940 року операції «Везерюбунг» під час Другої світової війни. Німецьке вторгнення в Данію відбувалося одночасно з вторгненням до Норвегії.
Стратегічне значення Данії для Німеччини було обмеженим. Основною метою вторгнення було використання Данії як плацдарму для операцій проти Норвегії та забезпечення шляхів постачання військ, які мали бути там розгорнуті на північному фланзі Західного фронту, а також недопущення висадки союзників антигітлерівської коаліції та створення додаткового фронту. Напад на Данію був прямим порушенням пакту про ненапад, який Данія підписала з Німеччиною менше ніж року тому. Початковий план полягав у тому, щоб підштовхнути Данію погодитися з тим, що німецькі сухопутні, військово-морські та повітряні сили можуть використовувати данські бази, але Адольф Гітлер згодом наполіг на повноцінному вторгненні до Норвегії і Данії.
Збройні сили Данії поступалися чисельністю та оснащенням і після швидкоплинного шестигодинного зіткнення були змушені капітулювати. Після менш ніж двох годин боротьби прем'єр-міністр Данії Торвальд Штаунінг припинив спротив німецькій атаці, побоюючись, що німці розбомблять Копенгаген, як вони зробили це з Варшавою під час вторгнення до Польщі у вересні 1939 року. Через труднощі з комунікацією деякі данські війська продовжували чинити опір, але ще за дві години спротив припинився.
Німецька наземна кампанія проти Данії, яка тривала близько шести годин, була однією з найкоротших військових операцій Другої світової війни. Невдовзі на території Данії було розміщено частини армії Третього Рейху. Зокрема, Люфтваффе побудувало на окупованій території розгалужену мережу радіолокаційних систем для виявлення британських бомбардувальників, що атакували об'єкти в Німеччині. До серпня 1943 збройні сили Данії в умовах німецької окупації повністю зберігали свій кадровий склад і озброєння. 29 серпня 1943 року уряд Данії було розігнано, а німецькі військові провели операцію «Сафарі», під час якої частини данської армії було роззброєно, а її військовослужбовці — інтерновані.

## Історія

### Передумови
31 травня 1939 року між Данією і нацистською Німеччиною було укладено пакт про ненапад. Однак, вже 14 грудня 1939 року командування вермахту отримало розпорядження від Гітлера дослідити можливість захоплення Норвегії. Хоча порушення нейтралітету ще однієї країни було небажаним у політичному контексті, в замисел операції включили також захоплення Данії: для постачання «норвезького» десанту потрібні були аеродроми Ютландії; необхідно було також забезпечити безпечний рух морського транспорту Данськими протоками. Для вторгнення в Данію виділили 170-ту, 198-му піхотні дивізії, а також 11-ту стрілецьку бригаду й частини посилення і підтримки. Німецьке командування планувало висадити десанти на летовищі Ольборг і в Копенгагені, а також почати наступ на півострові Ютландія, щоб якнайшвидше окупувати Данію. Попри те, що данський уряд знав про можливий напад, данською владою було ухвалено рішення не розпочинати розгортання своїх збройних сил, щоб не допустити ескалації та унеможливити провокацію з німецького боку.
З ухваленням політичного рішення на окупацію Данії, командування вермахту розпочав розроблення плану «Везерюбунг Суд», який став складовою частиною стратегічного задуму плану вторгнення до Норвегії. Щоб захопити Норвегію, німці повинні були забезпечити надійний контроль над портами за межами Ольборга на півночі Ютландії. Вище командування Крігсмаріне схвалило окупацію Данії, щоб розширити німецьку мережу морської оборони на північ, що ускладнило б британським кораблям можливість обійти її з півночі, атакуючи кораблі в Атлантиці. Норвезькі фіорди також забезпечували чудові бази для німецьких підводних човнів, що активно діяли в Північній Атлантиці. Гітлерівське керівництво виправдовувало вторгнення як акт захисту від нібито неминучого нападу з боку Великої Британії.
Німецьке верховне командування запланувало комбіновану атаку на Данію з метою якнайшвидшого захоплення країни. Задум включав висадку повітряного десанту на аеродроми Ольборга, висадку піхоти з допоміжних військово-морських суден у Копенгагені та одночасний наземний наступ через півострів Ютландія. 4 квітня адмірал Вільгельм Канаріс, шеф Абверу, який брав участь у опорі нацизму, попередив своїми каналами данців про неминуче вторгнення.

#### Данські збройні сили напередодні вторгнення
Перед початком Другої світової війни данські збройні сили були модернізовані та реорганізовані. Взимку 1939/40 року чисельність збройних сил була збільшена з 6600 до 15 000 осіб. На вечір 8 квітня 1940 року Королівська армія мала 2 дивізій загальною чисельністю 14 500 осіб, до складу яких входили 7 піхотних, два кавалерійських і один артилерійський полк. На озброєнні польової артилерії перебували гармати 75-мм M.1902, 10½ cm M.1930, гаубиці 15 cm M.1917, 15 cm M.1923 та 15 cm M. 1929, а також 37-мм протитанкові гармати «Бофорс».
Основу Королівських повітряних сил Данії становив Армійський авіаційний корпус, який мав на озброєнні 94 літаки, серед яких 13 літаків були англійськими Gloster Gauntlet, а ще 7 — Fokker D.XXI. Крім того, у данських ПС лічилося 28 літаків-розвідників та 19 бомбардувальників.
Військово-морські сили Данії складалися з двох броненосців берегової оборони, дев'яти тральщиків, чотирьох мінних загороджувачів, шести есмінців та одинадцяти підводних човнів. Загальна чисельність ВМС Данії становила 1500 осіб. Крім цього, до складу ВМФ Данії входила морська авіація, що складається з 13 гідропланів Heinkel HE 8 і 8 винищувачів Hawker Nimrod Mk. II.
Верховним головнокомандувачем збройних сил Данського королівства був Вільям Вайн Пріор.
Хоча Королівська армія Данії була попереджена про напад південного сусіда, їй було відмовлено в дозволі розгорнутися до повної бойової готовності або висунутися на оборонні позиції через політичну позицію уряду Королівства. Лише невеликі та розрізнені підрозділи прикордонної охорони та підрозділи Ютландської дивізії були готові зустріти наземне вторгнення. Вважаючи, що атака була неминучою, війська були приведені в повну бойову готовність о 13:30 8 квітня.

## Вторгнення
О 04:15 9 квітня 1940 року дансько-німецький кордон було прорвано німецькими військами в Седі, Ренсі, Падборзі та Крузаа. Оскільки Крігсмаріне одночасно висадили війська в Ліллебельті, данські війська на кордоні опинилися відрізаними від головних сил ще до початку боїв. Тривога була подана о 04:17, а перші данські частини вирушили у визначені райони та на рубежі о 04:35.
Перше зіткнення між данською армією та німецькими військами вторгнення відбулося під Лундтофтб'єргом, де данський протитанковий взвод, озброєний двома 20-мм гарматами та легким кулеметом, займав позиції, прикриваючи дорогу. Німецька колона з'явилася о 04:50 і 20-мм гармати відкрили вогонь по бронемашинах, а кулемет відкрив вогонь по мотоциклістах. Унаслідок вогню спалахнув сарай, наповнивши повітря димом і ускладнив німецьке просування. Згодом протитанковий взвод був змушений відійти до Аабенро. Приблизно в 1,5 кілометрах на північ велосипедний взвод організував оборону залізничного мосту, але вогонь з бронеавтомобілів і обстріл винищувачів з повітря змусив їх відступити, і третина з них була захоплена в полон. Німці втратили два бронемашини і три мотоцикли, а данці зазнали втратами одного вбитого і одного пораненого.
Інша німецька колона досягла Хоккерупа за кілька кілометрів на схід від Лундтофтб'єрга о 05:30. Вони наразилися на блокпост, встановлений поспіхом із сільськогосподарського обладнання лише 20 хвилинами раніше 34 данськими солдатами. Данці підбили три передові бронемашини, змусивши їх відступити. Натомість німці вивели 37-мм гармату на відстань 300 метрів, яка встигла вистрілити лише один снаряд, перш ніж була підбита двома снарядами з 20-мм гармати. Відбувся рукопашний бій, у якому один данець був убитий і троє поранені, один смертельно. За підтримки з повітря близько 100 німецьким солдатам вдалося оточити та захопити данський підрозділ о 06:15.
За 7 кілометрів на північ від Лундтофтб'єрга один мотоциклетний і два велосипедних взводи прибули в Б'єргсков близько 05:00. Підполковник С. Клаузен влаштував оборонну позицію, озброєну двома 20-мм гарматами, а решта взводів зосередив у лісі. О 6:30 з'явилася колона німецьких військ. Їхні танки виявили данський блокпост і відкрили вогонь. Одна гармата відкрила вогонь у відповідь, поки її не переїхав танк. Навідник намагався втекти в ліс, але був убитий, коли німецький літак обстріляв дорогу. Друга гармата вийшла з ладу. Данці намагалися втекти на мотоциклах, але німці оточили їх бронетехнікою та захопили в полон. Ще четверо данських солдатів були поранені, а один німецький бронеавтомобіль пошкоджено.
За 10 кілометрів на північ від кордону в Бредеваді, німецький авангард із чотирьох броньованих машин наблизився до села. Данський підрозділ прибув о 6:30 ранку і, не встигнувши організувати оборону, сховався в саду. Попереджувальні постріли відкрили кулемет і 20-мм гармата. Коли німці проігнорували це, данці відкрили вогонь з 300 метрів, підбивши головний бронеавтомобіль і вбивши його водія. Зав'язалася коротка сутичка. Данці підбили ще три німецькі броньовики і зазнали втрату чотирьох осіб. О 07:15 німецька моторизована колона підкріплення прибула з Тінглева, відрізавши данців і змусивши їх здатися. Двоє данських військових було вбито і п'ятеро поранено.
У місті Гадерслев дислокувався гарнізон із 225 осіб Ютландської дивізії під командуванням полковника А. Гарца, який захищав як казарми в місті, так і дорогу, що вела до них. Війська в місті були підняті по тривозі о 07:00, почувши оголошення про вторгнення, що транслювалися з гучномовців поліцейських автобусів. Посилені відступаючими підрозділами, приблизно 400 данців захищали місто. Було встановлено три оборонні позиції: один з вагонів-самоскидів, два інших із запасних пиломатеріалів.
Приблизно о 07:50 на південній околиці Гадерслева данська 37-мм протитанкова гармата з обслугою у п'ять осіб атакувала бронетранспортер, що наближався. Два німецькі танки відкрили вогонь. Данці зробили три постріли — один у гусеницю танка, — але двоє з обслуги гармати були вбиті, а решта поранені. Один танк тоді переїхав гармату. За поворотом на вулиці Сондербро дві 20-мм гармати та кулемет чинили опір з позиції біля вагонів. Німці вели щільний вогонь. Данський солдат був убитий і двоє були поранені, але німці були фактично притиснуті до землі. Бій тривав протягом десяти хвилин, поки з Копенгагена по телефону не надійшов наказ про капітуляцію. Потім німцям дозволили продовжити шлях до Гадерслева, але дислокований там данський гарнізон не отримав наказу здатися і відкрив по них вогонь. Два німецькі танки та мотоцикл, нічого не підозрюючи, рушили до казарм, які захищав протитанковий підрозділ з Лундтофтб'єрга. Вони відкрили вогонь, убивши мотоцикліста та розірвавши гусениці в одного танка, який врізався в будинок. Однак данський гарнізон капітулював о 08:15, коли нарешті надійшов наказ здатися. Один данський солдат загинув у ході оборони казарм, а троє мирних жителів були вбиті в результаті бою.
Перші бої в Західній Ютландії відбулися між окупантами та гарнізоном Тендера, який був направлений до Абільда та Сольстеда. Біля Абільда данська обслуга 20-мм гармати підбила дві німецькі бронемашини німецького 11-го моторизованого полку, перш ніж відступити. У Солстеді данський протитанковий підрозділ у складі менше 50 чоловіків зайняв оборонну позицію з 20-мм гарматою на дорозі. Коли наблизилися сили німецького 11-го моторизованого полку, данці відкрили вогонь, щойно перший німецький бронеавтомобіль наблизився до них. Першу машину підбили і вона опинилася в кюветі, а наступна поїхала вперед, але наразившись на спротив, здала назад. Німецька піхота двічі намагалася обійти данські позиції з флангу, але обидві спроби були зустрінуті шквальним вогнем і вони зупинилися. Побачивши, що атака не вдається, командир німецького полку викликав по радіо підтримку, і незабаром з'явилися три німецькі літаки Henschel Hs 126. Вони бомбардували та обстрілювали данський підрозділ, поки данський командир не наказав своїм військам відступити до Бредебо. Попри це, жодних втрат з боку Данії не було. Коли особовий склад гарнізону Тондер досяг Бредебро, було оголошено наказ про капітуляцію, і бої закінчилися.

### Повітряні десанти
Приблизно о 05:00 відбулася перша в історії атака десантників. 96 німецьких парашутистів стрибнули з дев'яти транспортних літаків Ju 52, щоб захопити Сторстремський міст, що з'єднує острів Фальстер із Зеландією і прибережну фортецю на острові Маснеде. Елітні німецькі війська очікували запеклих боїв навколо фортеці, але, на їх превеликий подив, усередині виявили лише двох рядових і офіцера. Висадка відкрила шлях для батальйону 198-ї піхотної дивізії для наступу на Копенгаген суходолом.
За дві години взвод десантників 4-го батальйону I парашутного полку приземлився в Ольборзі, головному місті північної Ютландії, щоб захопити головну ціль у плані плану «Везерюбунг Суд»: аеродром в Ольборзі, для подальшого використання його як трамплін для вторгнення до Норвегії. Німецькі десантники також не зустріли опору, і менш ніж за годину німецькі літаки приземлилися там у величезній кількості. У перший день було зафіксовано понад 200 посадок і зльотів, більшість із яких транспортували війська та паливо до аеропорту Форнебу в Норвегії.

### Морські десанти
Для того, щоб захопити перешийок між Ютландією і Зеландією, Крігсмаріне висадило додаткові війська з 198-ї піхотної дивізії у Фюні. У той же час війська за підтримки лінкора «Шлезвіг-Гольштейн» висадилися в Корсорі та Нюборзі, перервавши сполучення між Фюном і Зеландією. Не зустрічаючи опору, війська в Корсорі опівдні досягли Копенгагена.
Трохи раніше, о 03:55, німці здійснили раптову атаку на Гедсер, найпівденніше місто Данії. Вони скористалися місцевим поромом з Варнемюнде, на який вони посадили війська. Солдати кинулися вглиб країни і перерізали телефонні лінії. Бронетехніка та мотоцикли рушили за ними і швидко просунулися до мосту Сторстрем і захопили його разом з десантниками.

### Захоплення Копенгагена
Щоб примусити Данії до швидкої капітуляції, верховне командування вермахту визначало що якомога стрімке захоплення столиці Королівств є вкрай необхідним. О 04:20 2430-тонний мінний загороджувач Hansestadt Danzig з ескортом криголама «Штеттін» і двох патрульних катерів під бойовими прапорами увійшли в гавань Копенгагена. Гавань прикривали гармати берегової артилерії форту Мідделгрунд. Новопризначений данський командир наказав зробити попереджувальний постріл, але новобранці, які нещодавно прибули, не змогли впоратися з гарматою. О 05:18, після висадки батальйону 198-го піхотного полку, німецькі війська без жодного пострілу захопили гарнізон Кастеллет, який нараховував 70 осіб, штаб-квартиру данської армії. Їхньою наступною метою був палац Амалієнборг, резиденція данської королівської сім'ї.
Після прибуття в Амалієнборг німецька піхота наразилася на шалений опір чергової роти Королівської гвардії. Першу атаку було відбито, внаслідок чого було поранено трьох гвардійців і чотирьох німців. Потім ситуація швидко загострилася, коли данське підкріплення швидко прибуло з казарм Розенборг, привізши з собою кілька кулеметів Мадсена. Подальші вуличні бої навколо Амалієнборга були інтенсивними, з особливо жорстокими зіткненнями в Бредгаді, що зрештою призвело до повної зупинки німецького просування.
Наполегливий опір Королівської гвардії дав королю Кристіану X і його міністрам час поспілкуватися з данським головнокомандувачем генералом Вільямом Пріором. Під час дискусії кілька формувань бомбардувальників He 111 і Do 17 з Kampfgeschwader 4 з ревом пронеслися над містом, скинувши агітаційні листівки із закликами до капітуляції. Зіткнувшись з явною загрозою бомбардування німецькою авіацією цивільного населення Копенгагена, усі, крім генерала Пріора, виступили за капітуляцію. Аргументом для капітуляції було те, що Данія не була спроможною протистояти такій навалі. Її території та населення були надто малими, щоб пручатися німецькому вторгненню протягом тривалого часу, а її рівнинну місцевість легко захоплювали німецькі танки. На відміну від Норвегії, у Данії не було гірських хребтів, де можна було б чинити тривалий опір. З іншого боку, Данія мала значні водні перешкоди на шляху руху ворожих танків до Копенгагена, довгу берегову лінію та значний флот, який міг очікувати допомоги від Великої Британії та Франції. Третій варіант — відправлення уряду у вигнання, як це зробив уряд Чехословаччини — не був обраний, частково тому, що король і кронпринц категорично відмовлялися залишити кронпринцесу, оскільки вона була на дев'ятому місяці вагітності і тому була нерухома. Уряд Данії наказав припинити вогонь о 06:00 і офіційно капітулював о 08:34 в обмін на збереження політичної незалежності у внутрішніх справах.
Рішення звільнитися і роззброїти Королівську гвардію викликало велике розчарування серед гвардійців, які твердо вірили, що зможуть успішно вигнати німців зі столиці. Це розчарування переросло в заворушення, під час якого гвардійці спробували переозброїтися, щоб почати прямий штурм Кастеллет, де німці розташували свій тимчасовий штаб. Однак офіцери стверджували, що навіть якщо б гвардійцям вдалося витіснити передові німецькі війська, невдовзі неминуче прибули б більш переважаючі сили. В результаті цих дискусій гвардійці врешті-решт припинили свої спроби чинити опір німцям і склали зброю.

## Втрати в операції
З пропагандистською метою німецьке верховне командування намагалося представити вторгнення до Данії як мирне, тому можна було б вважати, що Данія не чинила йому жодного опору.
У своїй першій монографії автор Кей Сьорен Нільсен стверджує, що в архівах данського виробника зброї DISA (Danish Industrial Syndicate) стверджується, що 203 німецьких солдати були вбиті в Ютландії. Ця цифра також підтверджується свідченнями ветеранів і очевидців, у тому числі ветерана Фроде Єнсена, якому після завершення бою німці сказали, що вони втратили 18 осіб, тоді як його підрозділ зазнав лише 2 втрат.
Однак багато істориків вважають це число перебільшенням.
У 2015 році Журнал військової історії Krigshistorisk Tidsskrift опублікував статтю для Данського королівського оборонного коледжу, в якій військовий кореспондент підполковник у відставці Юргенсен Х. Й. підсумував ключові моменти німецького вторгнення. Він стверджував, що фактичні втрати німців становили 2-3 вбитих і 25-30 поранених, а данців — 16 загиблих і 20 поранених. Втрати серед громадянського опору невідомі, але наводяться як 10 загиблих і 3 поранених{sfn|Jürgensen|2015|pp=16–25}}.
Військовий історик Девід Т. Забецькі зазначає у «Німеччині у війні: 400 років військової історії», що Данія зазнала 49 втрат (26 убитих і 23 поранених), і що 20 німецьких солдатів було вбито або поранено.
Крім втрат унаслідок бойових дій, кілька літаків було збито або розбилося, буксир затонув після зіткнення з німецьким судном у Великому Бельті, а німецький лінкор «Шлезвіг-Гольштейн» сів на мілину західніше Агерсе.

## Наслідки
Данці капітулювали протягом шести годин, що призвело до винятково поблажливої окупації, оскільки німці були задоволені тим, що залишили арійських данців керувати своїми справами. Данські солдати були роззброєні того дня, а захопленим дозволили повернутися до своїх частин. Наступного дня острів Борнгольм був зайнятий без інцидентів. Королівська армія Данії була суттєво скорочена після вторгнення, було дозволено існувати лише підрозділу «Лейф-гвардії» чисельністю 3300 чоловіків. Багато данських торгових суден були захоплені за кордоном після раптового та швидкого вторгнення. Приблизно 240 із цих суден були включені до торговельного флоту союзників, тоді як кораблі, які все ще перебували в данських портах, служили німцям для транспортування залізної руди. Кілька данських солдатів і пілотів втекли до Великої Британії або безпосередньо літаками, або через нейтральну Швецію. Ті, хто втік, служили або в британських Королівських повітряних силах або в Управлінні спеціальних операцій.
Після повідомлень про мирну окупацію Данії, погляди союзників на Данію були зневажливими. Було стверджено, що боксерський коментатор сказав «без бою — як данець» щодо нокауту в першому раунді. Данці з тих пір прийняли вислів «Aldrig mere 9 April» (переклад «Ніколи знову 9 квітня»).